# Хомчук Олег Васильович
Оле́г Васи́льович Хомчу́к (1988—2014) — старший солдат 93-ї окремої механізованої бригади Збройних сил України, учасник російсько-української війни.

## Короткий життєпис
Народився 1988 року в місті Світловодськ (Кіровоградська область). Закінчив 9 класів Світловодської ЗОШ № 10 2003 року; захоплювався музикою. Одружився та проживав у Дніпропетровську.
В часі війни мобілізований, гранатометник, 93-тя окрема механізована бригада.
Загинув 29 серпня 2014-го під час виходу з Іловайського котла «зеленим коридором» — на перехресті доріг з села Побєда до Новокатеринівки неподалік ставка, тоді ж полягло чимало бійців 93-ї механізованої бригади, зокрема саперне та снайперське відділення.
11 вересня 2014-го ексгумований пошуковцями місії «Евакуація-200» («Чорний тюльпан»). Упізнаний за експертизою ДНК.
Без Олега залишились батько, дружина та маленький син.
Похований у місті Дніпропетровськ, Краснопільський цвинтар.

## Нагороди та вшанування
За особисту мужність і героїзм, виявлені у захисті державного суверенітету та територіальної цілісності України, вірність військовій присязі під час російсько-української війни, відзначений — нагороджений
- 27 червня 2015 року — орденом «За мужність» III ступеня
- серпнем 2016 року в світловодській ЗОШ № 10 відкрито меморіальну дошку честі Олега Хомчука[1]
- Його портрет розміщений на меморіалі «Стіна пам'яті полеглих за Україну» у Києві: секція 3, ряд 9, місце 32
- Вшановується 29 серпня на щоденному ранковому церемоніалі вшанування українських захисників, які загинули цього дня у різні роки внаслідок російської збройної агресії[2]